# Harro Magnussen
Pour les articles homonymes, voir Magnussen.
Harro Magnussen, né le 14 mai 1861 à Hamm près de Hambourg et mort le 3 novembre 1908  à Grunewald près de Berlin, est un sculpteur allemand, prisé du temps de l'Empire allemand.

## Biographie
Harro Magnussen est le fils du peintre Christian Carl Magnussen (de) qui lui apprend le dessin, la sculpture sur bois, etc. Il commence en 1882 ses études académiques à Munich auprès des peintres Nikolaos Gysis, Gabriel von Hackl et Ludwig von Löfftz. Magnussen est impressionné par l'école de sculpture de Berlin, et particulièrement par le sculpteur néo-baroque Reinhold Begas. Il entre en 1888 à l'atelier de ce dernier, où il demeure pendant cinq ans, collaborant entre autres au monument de l'empereur Guillaume de Berlin.
Harro Magnussen ouvre son propre atelier en 1893 et reçoit nombre de commandes, en particulier de bustes. Son buste de Bismarck datant de 1889 est déjà édité à un millier d'exemplaires, en plâtre ou en bronze, dix ans plus tard. Le sculpteur attire l'attention en 1899 de l'empereur Guillaume II qui lui achète une statue en marbre de Frédéric le Grand mourant. Il lui commande ensuite une statue du roi pour le salon blanc du château de Berlin. La renommée de Magnussen s'étend. L'année suivante, il est choisi pour sculpter le monument no 20 de l'allée de la Victoire du Tiergarten, monument dédié à Joachim-Hector de Brandebourg, aujourd'hui disparu. Il reçoit pour cela l'ordre de la Couronne de IVe classe.

## Quelques œuvres
- 1889, buste de Bismarck
- 1890, Le Philosophe de Sans-Souci à ses dernières heures. Une édition en plâtre (1900) est offerte par l'auteur à la maison des Invalides de Berlin. Un autre exemplaire en marbre se trouve aujourd'hui à la galerie de sculptures de Berlin
- 1892, buste du poète Hermann Allmers. Un exemplaire en bronze se trouve aujourd'hui à la Kunsthalle de Hambourg
- 1892, buste de Gustav Spangenberg à la Alte Nationalgalerie (Berlin)
- 1893, buste d'Heinrich Seidel (de)
- 1894, monument de Bismarck à Berlin-Lichterfelde
- 1894, buste du conseiller du commerce Veit (plâtre)
- 1895, buste d'Emin Pacha
- 1895, buste de  Frédéric le Grand
- 1898, Le Philosophe de Sans-Souci à ses dernières heures, Hohenzollernmuseum, aujourd'hui disparu
- 1898, statue de Bismarck à Jever
- 1899, statue de Frédéric le Grand pour le salon blanc du château de Berlin (marbre)
- 1900, monument de l'allée de la Victoire à Berlin, dédié à Joachim-Hector de Brandebourg, en partie disparu
- 1901, buste en marbre de couleur de Matthias von Jagow (de) (réplique du monument de l'allée de la Victoire) pour le Kaiser Guillaume II
- 1901-1902, statues en marbre de Bismarck, Moltke et Roon à Görlitz, détruites en 1945
- 1904, monument d'Albrecht von Roon sur la place de la Grande-Étoile de Berlin
- 1905, statue de Joachim II de Brandebourg pour le Berliner Dom
- 1906, statue de Guillaume Ier à Bonn
- 1908, buste de Klaus Groth ; statue de Bismarck à Kiel ; monument d'Hermann Allmers à Rechtenfleth, près de Brême; monument de Johannes Honterus à l'église Noire de Kronstadt (Brasov) en Transylvanie ; monument de Julius Moser (de) à Görlitz

## Illustrations

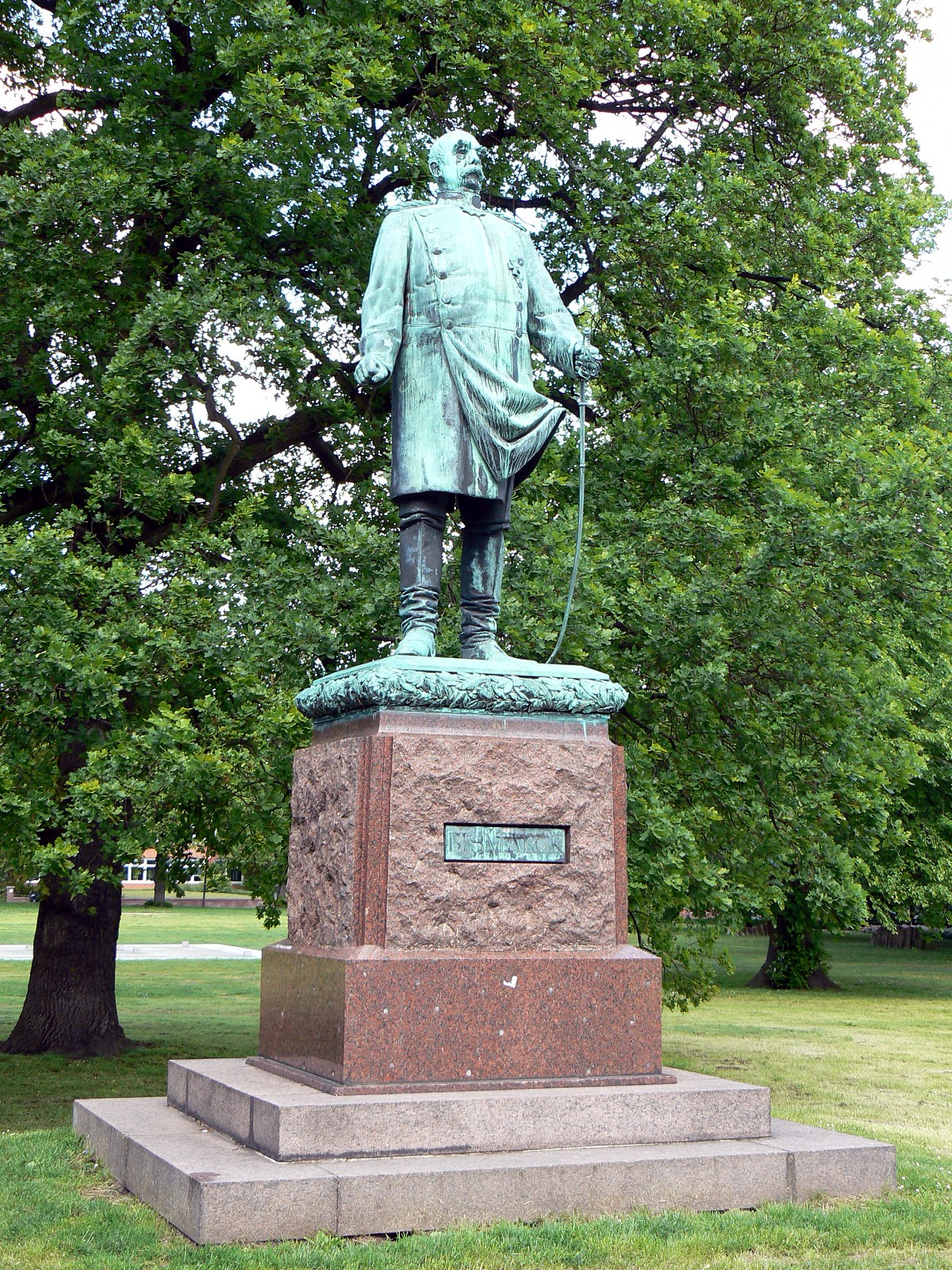
Statue de Bismarck à Kiel
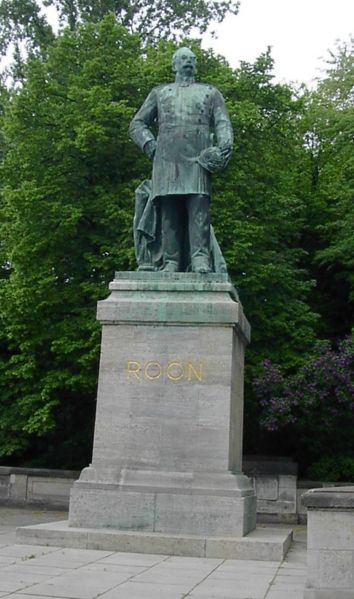
Statue d'Albrecht von Roon à Berlin
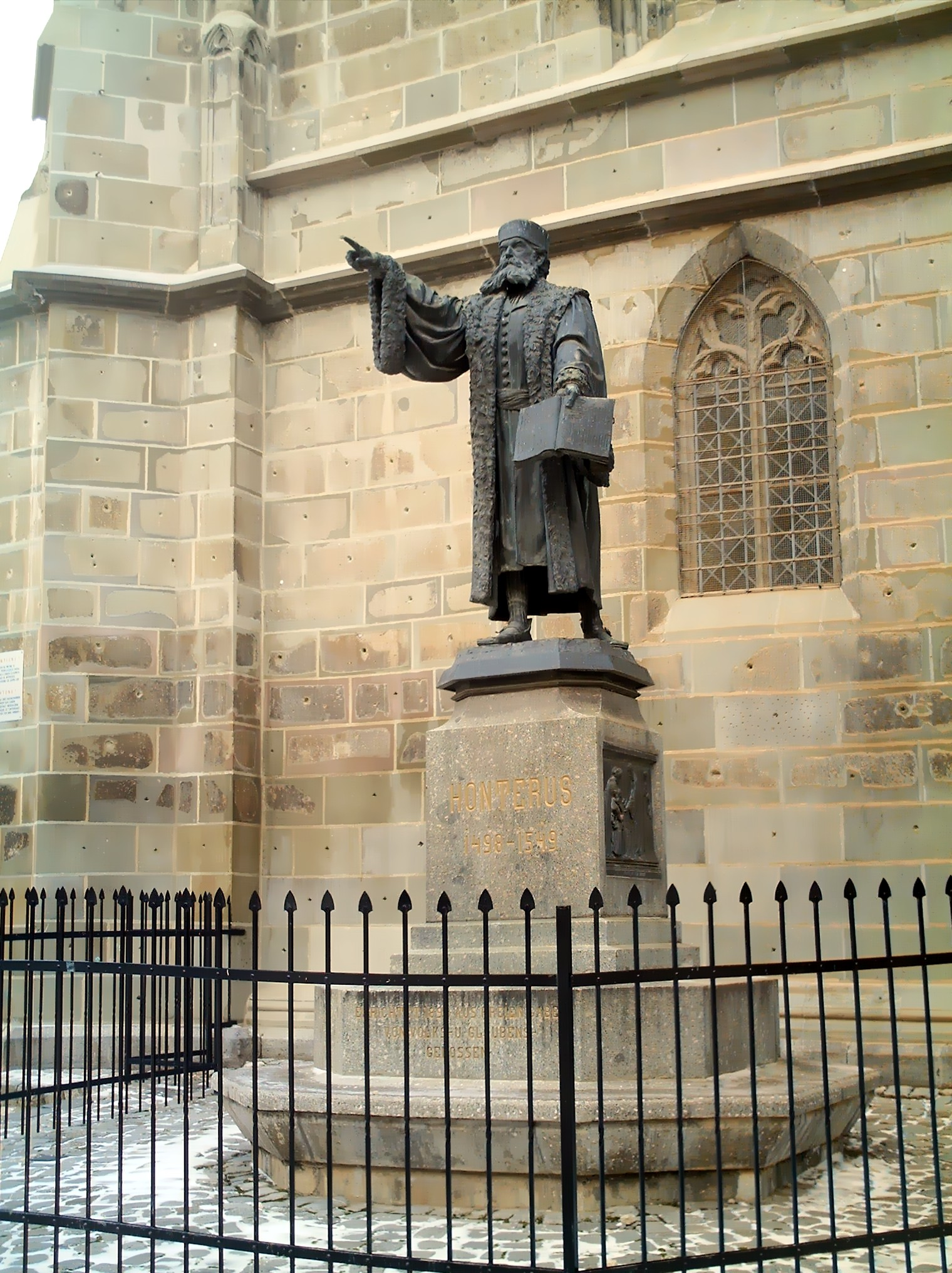
Statue de Johannes Honterus devant l'église Noire
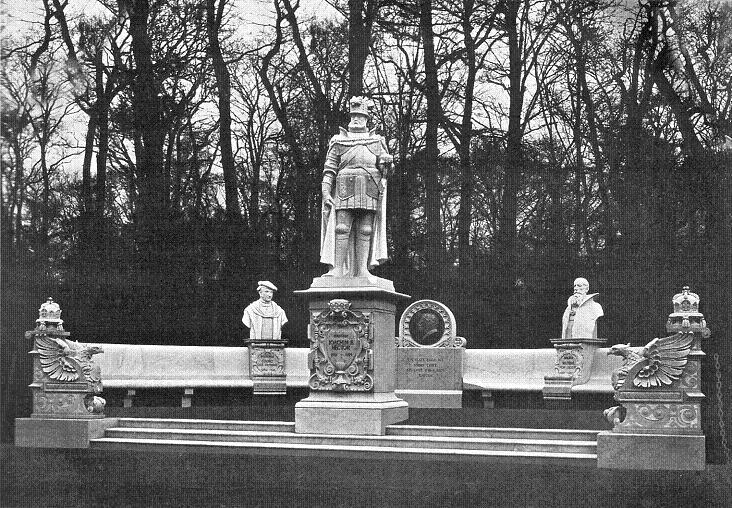
Monument de Joachim-Hector de Brandebourg, aujourd'hui disparu
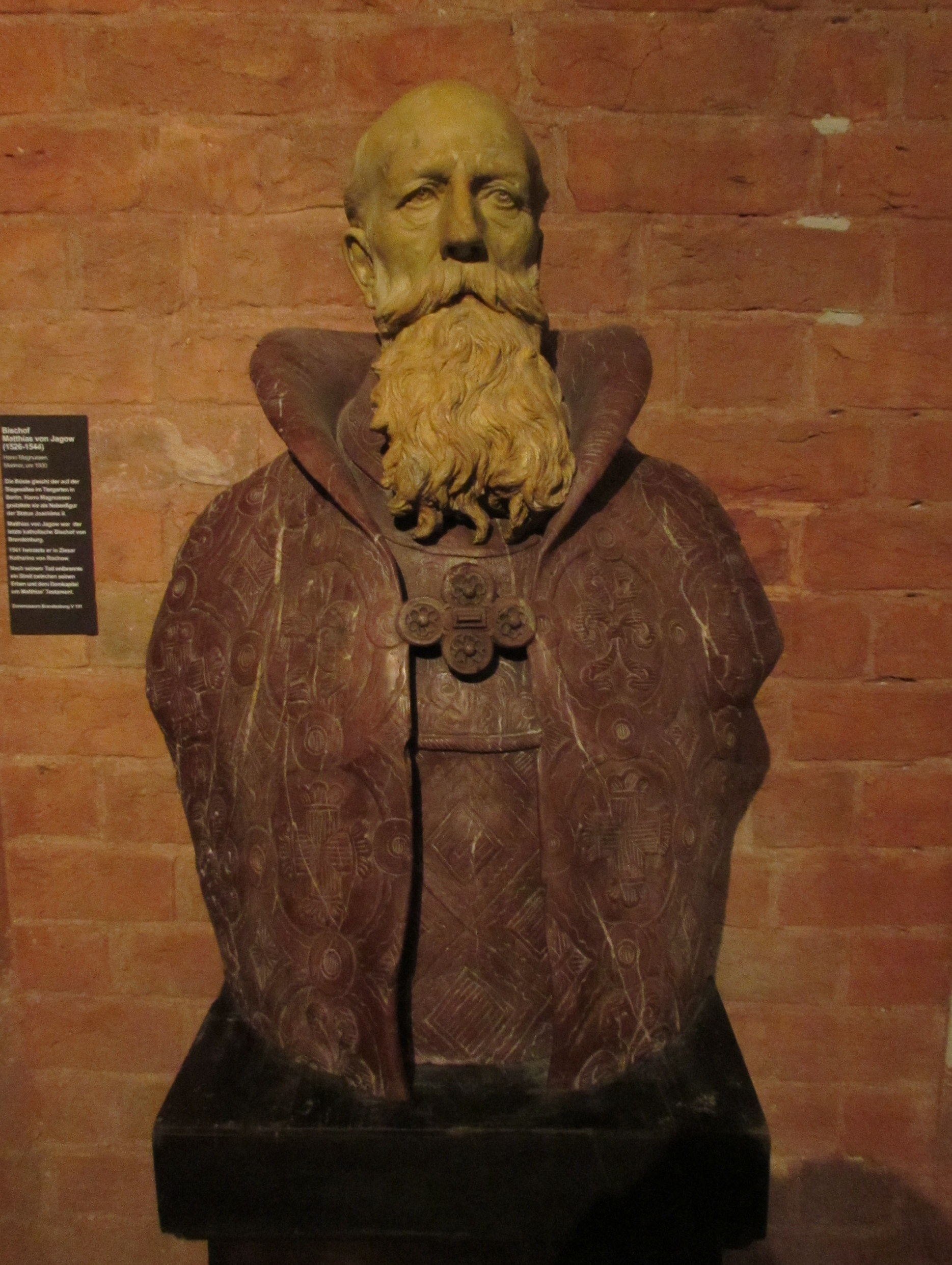
Matthias von Jagow; Dommuseum Brandenburg

## Bibliographie

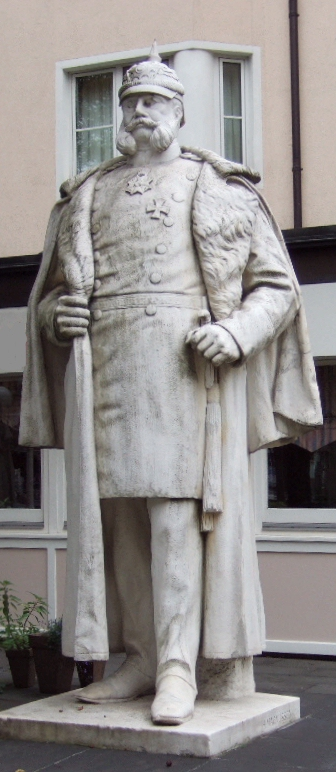
Statue de Guillaume Ier à Bonn